# Glatter Hammerhai
Der Glatte Hammerhai (Sphyrna zygaena) gehört zur Familie der Hammerhaie (Sphyrnidae). Er ist nach dem Großen Hammerhai (Sphyrna mokarran) mit einer maximalen Länge zwischen 3,70 und 4,00 Metern der zweitgrößte Hai innerhalb dieser Familie. Anders als andere Hammerhaie bevorzugt diese Art vor allem gemäßigte Wassertemperaturen, wodurch er deutlich weiter nördlich anzutreffen ist als seine Verwandten. Im Sommer wandern die Tiere polwärts in kältere Wassergebiete, wobei sie Schulen von Hunderten oder sogar Tausenden von Tieren bilden können.
Der Glatte Hammerhai ist ein aktiver Jäger und ernährt sich von einer Vielzahl von Knochen- und Knorpelfischen einschließlich kleiner Haie und Vertretern der eigenen Art sowie wirbellosen Tieren wie Kopffüßern oder Krebstieren. Wie alle anderen großen Hammerhaie wird diese Art als dem Menschen potenziell gefährlich eingestuft. Haiunfälle mit Hammerhaien sind allerdings sehr selten dokumentiert und aufgrund seiner Vorliebe für kühlere Gewässer ist dieser Hai wahrscheinlich für sehr wenige Unfälle verantwortlich. Wegen seiner großen Flossen und seiner Haut wird er kommerziell bejagt und ist von der International Union for Conservation of Nature (IUCN) als „gefährdet“ (vulnerable) eingestuft.

## Merkmale
Der Glatte Hammerhai stellt nach dem Großen Hammerhai die größte Art der Hammerhaie dar. Die durchschnittliche Größe liegt zwischen 2,50 und 3,50 Meter, es gibt aber auch größere Exemplare mit einer Körperlänge bis zu 3,70 und 4,00 Meter (nach anderen Quellen bis 5,00 Meter) und einem Maximalgewicht von 400 Kilogramm. Die Rückenfärbung ist dunkel-braungrau bis olivgrün und wird an den Flanken heller. Der Bauch ist weiß und die Brustflossen können auf der Unterseite schwarze Ränder oder Spitzen haben.

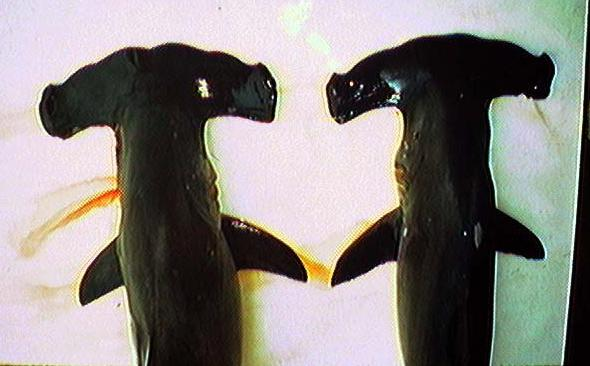
Vergleich der Kopfform des Bogenstirn- (links) und des Glatten Hammerhais (rechts)

Von anderen Hammerhaien lässt er sich durch die Form seines verbreiterten Kopfes (Cephalofoil) unterscheiden, der eine gerundete Vorderseite ohne Einbuchtung in der Kopfmitte hat. Das Cephalofoil hat eine Breite von 26 bis 29 % der Körperlänge. Die Nasenlöcher befinden sich nahe den Enden des Cephalofoil und besitzen lange Gruben, die zur Mitte des Kopfes reichen. Im Oberkiefer befinden sich 26 bis 32 und im Unterkiefer 25 bis 30 Zähne. Wie bei anderen Haien liegen hinter diesen Zähnen weitere Zahnreihen. Die Zähne sind dreieckig mit glatten oder leicht gezähnten Schneidkanten.
Der Körper ist stromlinienförmig mit einem Interdorsalkamm zwischen den beiden Rückenflossen. Wie alle Arten der Familie besitzt auch dieser Hammerhai 5 Kiemenspalten, ein Saugloch fehlt. Er hat eine vergleichsweise große und sichelförmige erste Rückenflosse mit abgerundeter Spitze, die auf Höhe des Innenrandes der Brustflossen ansetzt. Die Afterflosse ist größer als die zweite Rückenflosse und besitzt ein langes, freies Ende. Die Brust- und Bauchflossen sind nicht sichelförmig und haben stattdessen eine gerade ausgebildete Flossenkante, wodurch sie sich von denen des Großen Hammerhais unterscheiden. Die Hautzähne (Placoidschuppen) sind sehr eng beieinanderstehend und besitzen bei ausgewachsenen Exemplaren 5 bis 7 (bei Jungtieren 3) horizontale Leisten und eine W-förmige Hinterkante.

## Verbreitung und Lebensraum

Verbreitungsgebiete des Glatten Hammerhais

Im Gegensatz zu allen anderen Hammerhaien ist der Glatte Hammerhai verhältnismäßig tolerant gegenüber kühlerem Wasser der gemäßigten Zonen, wodurch er nördlicher als alle anderen Arten anzutreffen ist. Er findet sich in gemäßigten und subtropischen Gewässern des Atlantischen Ozeans, des Pazifischen Ozeans und des Indischen Ozeans vorwiegend in Küstennähe der Festlandsockel. Dabei ist er im westlichen Atlantik von Nova Scotia, Kanada, bis zu den Virgin Islands und von Brasilien bis zum südlichen Argentinien anzutreffen, im östlichen Atlantik reicht das Gebiet von den Britischen Inseln bis Côte d’Ivoire, einschließlich des Mittelmeeres. Im Indischen Ozean kommt er an den Küsten Südafrikas, Indiens und Sri Lankas vor. Im westlichen Pazifik reicht das Verbreitungsgebiet vom Golf von Tonkin bis Süd-Japan und Sibirien, außerdem ist er für die Küstengebiete des südlichen Australiens und Neuseelands nachgewiesen. Im Zentral- und Ost-Pazifik lebt er um Hawaii sowie von Kalifornien über Panama, die Galapagosinseln und Ecuador bis Chile. Gemeinhin wird angenommen, dass die Art die tropischen Gewässer meidet, allerdings gibt es einige Sichtungen aus tropischen Gewässern im Golf von Mannar vor Indien sowie vor dem südlichen Mosambik. Diese Vorkommen sind schwer zu bestätigen und es könnte sich um Verwechslungen mit anderen Arten handeln.
Verglichen mit dem Großen und dem Bogenstirn-Hammerhai lebt der Glatte Hammerhai näher an der Wasseroberfläche in Tiefen, die in der Regel 20 Meter nicht überschreiten. Allerdings wurden Einzeltiere in Tiefen bis 200 Meter registriert. Er bevorzugt Küstengewässer im Bereich von Buchten und Ästuaren, kommt allerdings auch weiter im offenen Ozean über dem Kontinentalschelf und im Bereich von Inselgruppen vor. Der Hai verträgt Brackwasser und wurde auch bereits beobachtet, wie er in Süßwasserflüsse wie den Indian River in Florida eindringt. Im Sommer wandern die Tiere polwärts in kältere Gewässer und kehren im Winter zurück in Richtung des Äquators.

## Lebensweise

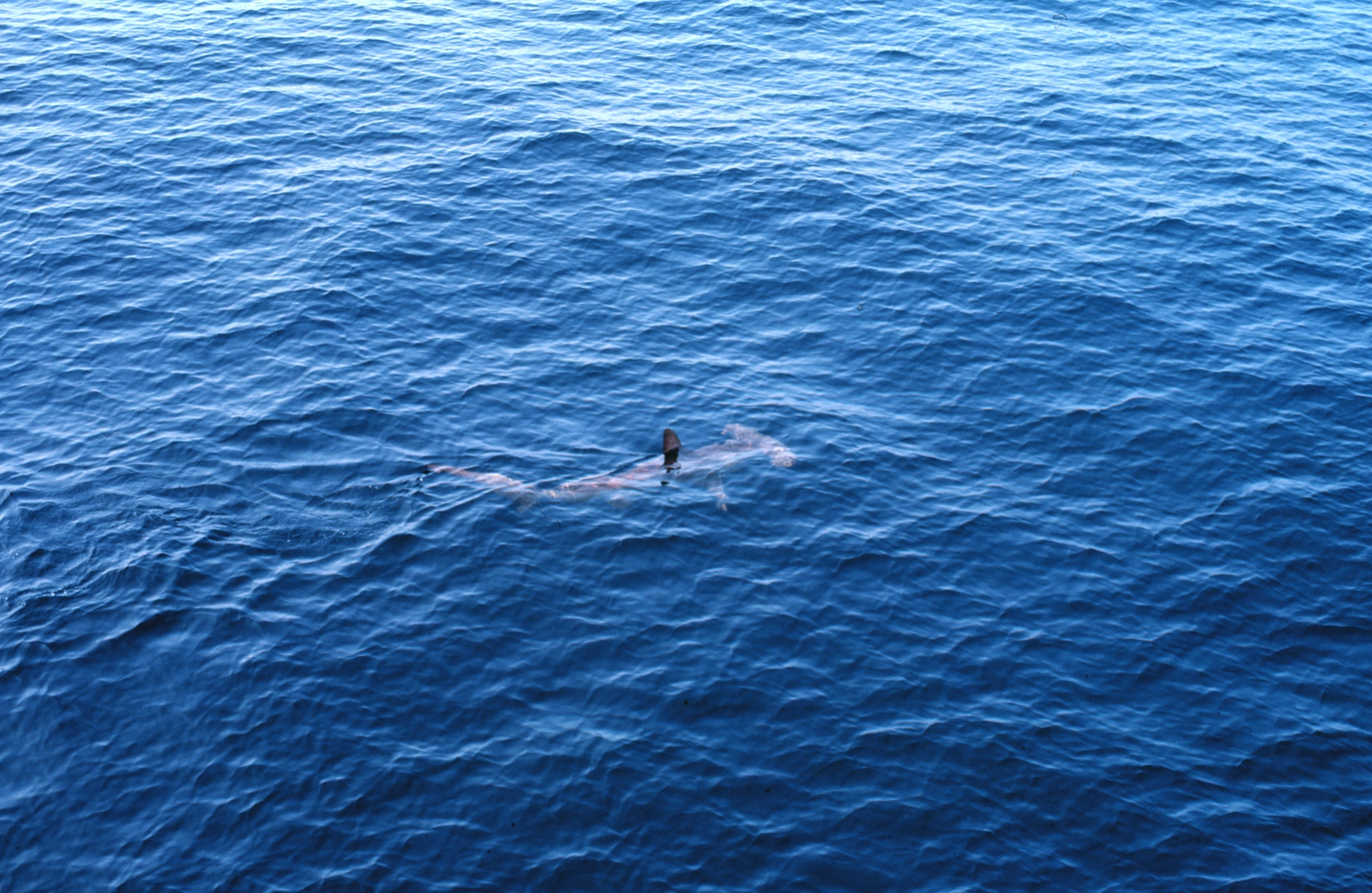
Glatter Hammerhai vor der Küste von New Jersey

Geschlechtsreife Glatte Hammerhaie sind meistens Einzelgänger oder bilden kleine Gruppen. Während ihrer jährlichen Wanderungen kommen sie teilweise in sehr großen Individuenzahlen zusammen, wobei Schulen mit mehr als hundert Individuen vor dem Ostkap Südafrikas sowie Schulen mit mehreren Tausend Individuen vor der Küste Kaliforniens beobachtet wurden. Vor allem im Sommer und bei warmem Wetter können sie als Oberflächenschwimmer mit aus dem Wasser ragender Rückenflosse beobachtet werden.
Die jungen Haie können von anderen, größeren Haien wie dem Schwarzhai (Carcharhinus obscurus) sowie von Individuen der eigenen Art erbeutet werden. Große Hammerhaie können Beutetiere des Großen Schwertwals (Orcinus orca) sein, wie Beobachtungen aus Neuseeland belegen. Zu den bekannten Parasiten des Glatten Hammerhais gehören die Fadenwürmer Parascarophis sphyrnae und Contracaecum spp.

### Ernährung
Der Glatte Hammerhai ist ein aktiver Jäger, der sich von Knochenfischen, Rochen, anderen Haien einschließlich kleinen Vertretern der eigenen Art, Kopffüßern sowie zu geringeren Anteilen von Krebstieren wie Garnelen, Krabben und Seepocken ernährt. Außerdem fressen sie Aas und auch Köder von Fischerleinen. In einigen Regionen sind wie bei dem Großen Hammerhai Stachelrochen die bevorzugte Beute und stellen einen großen Anteil der Beutetiere. Die Giftstacheln dieser Rochen finden sich entsprechend häufig im und um das Maul der Haie, ein gefangenes Exemplar des Großen Hammerhais hatte insgesamt 95 Stachel im Mundraum stecken. In Nordeuropa ernährt sich der Glatte Hammerhai vor allem von Heringen und Wolfsbarschen, während er in Nordamerika vor allem Makrelen und Menhaden erbeutet. Vor Südafrika lebt er vor allem von Kopffüßern wie Loligo vulgaris sowie von kleinen Schwarmfischen wie Sardinen im Bereich der Korallenriffe am Rand des Kontinentalschelfs, wobei größere Individuen zunehmend kleine Haie und Rochen erbeuten. Auch vor Australien sind Kopffüßer die wichtigste Nahrungsquelle, gefolgt von kleinen Knochenfischen.

### Fortpflanzung und Entwicklung
Wie alle Hammerhaie ist diese Art lebendgebärend (ovovivipar), wobei die ungeborenen Junghaie über eine Dottersack-Plazenta ernährt werden. Dabei wird der Dottersack, nachdem der Dottervorrat von den Junghaien verbraucht wurde, in eine Plazenta umgebildet, die der der Säugetiere analog ist und im Laufe der weiteren Entwicklung die Ernährung über den mütterlichen Blutkreislauf sicherstellt. Die Weibchen bekommen nach einer Tragzeit von 10 bis 11 Monaten zwischen 29 und 37 Jungtiere mit einer Größe von ungefähr 50 bis 61 Zentimetern. Die Geburt findet in flachen Buchten wie der Bulls Bay in North Carolina statt, die als „Geburtsstationen“ dienen.
Die Weibchen erreichen ihre Geschlechtsreife mit einer Körperlänge von etwa 2,70 Metern, die Männchen regional unterschiedlich mit 2,10 bis 2,50 Metern. Vor Südafrika wurden gerade befruchtete Weibchen im Februar und Weibchen mit fast ausgewachsenen Embryonen im November gefangen; vor Australien bekommen die Weibchen ihre Jungtiere zwischen Januar und März, zur gleichen Zeit findet dort auch der Eisprung statt. Die Lebensdauer der Haie beträgt mehr als 20 Jahre.

## Systematik
Der Glatte Hammerhai wurde erstmals 1758 von dem schwedischen Naturforscher Carl von Linné in dessen bekannter 10. Auflage des Systema naturae als Squalus zygaena beschrieben. Dabei ordnete Linné dieser Art keinen Typus als Referenzindividuum zu. Der Name wurde später in den heute gültigen Namen Sphyrna zygaena geändert. Die Artbezeichnung zygaena leitet sich dabei vom griechischen Wort zygon (altgriechisch ζυγόν) ab, dass das Joch eines Zugtiers bezeichnet und sich auf die Kopfform des Hais bezieht.
Insgesamt werden in der Gattung Sphyrna acht Arten geführt, die gemeinsam mit der nur durch den Flügelkopf-Hammerhai (Eusphyra blochii) gebildeten Gattung Eusphyrna die Familie der Hammerhaie (Spyrnidae) bilden. Aufgrund phylogenetischer Untersuchungen auf der Basis von morphologischen sowie molekularbiologischen Merkmalen (Isoenzyme und mitochondriale DNA) konnte nachgewiesen werden, dass der Glatte Hammerhai die Schwesterart des Großen Hammerhais (Sphyrna mokarran) und des Bogenstirn-Hammerhais (Sphyrna lewini) darstellt und mit diesen ein Taxon bildet, das den anderen Arten der Gattung Spyrna gegenübergestellt wird. Die Position der großen Arten mit besonders ausladendem Cephalofoil konnte auch durch weitere Untersuchungen im Jahr 2010 bestätigt werden, wobei sich die Ergebnisse bezüglich der Verwandtschaftsverhältnisse der Arten untereinander leicht von den Ergebnissen von 2007 unterscheiden: Hier bilden nur der Große und der Glatte Hammerhai ein gemeinsames Taxon, während der Bogenstirn-Hammerhai als basale Art der Gruppe aller anderen Hammerhaie zugeordnet wird.
Die phylogenetische Position der großen Arten zwischen dem Flügelkopf-Hammerhai (Eusphyrna blochii) und den kleineren Hammerhaien mit einem deutlich schmaleren Kopf deutet darauf hin, dass innerhalb der Hammerhaie ein großes Cephalofoil den ursprünglichen Zustand darstellt und der schmalere Kopf von diesem abgeleitet ist. Damit verbunden ist eine Funktionsveränderung des Cephalofoil, der sich in der Lebensweise der Hammerhaie widerspiegelt: Während ein breites Cephalofoil vor allem bei freischwimmenden Arten des Pelagials vorkommt und hier vor allem die Rolle als Tragflügel wahrnimmt, leben die kleineren Arten mit kleinerem Cephalofoil vor allem in Bodennähe sowie in schlammigen Küstengebieten und nutzen die Ausstattung der Sinnesorgane, insbesondere der Lorenzinischen Ampullen, zur Lokalisierung von Beutetieren. Bezüglich der Körpergröße schließen Lim et al. 2010 aufgrund ihrer Verwandtschaftshypothese und der Verbreitung der Arten, dass die ursprünglichsten Hammerhaie große Arten waren, von denen sich sowohl der kleine Flügelkopf-Hammerhai als auch die kleineren Sphyrna-Arten ableiten.

## Beziehung zum Menschen
Aufgrund seiner Größe wird der Glatte Hammerhai – wie alle anderen großen Hammerhaie, insbesondere der Große und der Bogenstirn-Hammerhai – als dem Menschen potenziell gefährlich eingestuft. Bis 2009 verzeichnete das International Shark Attack File 34 Angriffe von Hammerhaien der Gattung Sphyrna auf Menschen, 17 davon unprovoziert, von denen einer tödlich war. Aufgrund der Schwierigkeit, die Haie zu unterscheiden, ist unklar, wie viele dieser Angriffe durch Glatte Hammerhaie erfolgten, die sichere Zuordnung erfolgte nur bei einem unprovozierten Unfall. Da der Glatte Hammerhai allerdings vor allem in den Gewässern der gemäßigten Zonen lebt, in denen sich Menschen seltener im Meer aufhalten, sind wahrscheinlich nur wenige Angriffe auf ihn zurückzuführen. Vor der südlichen Küste Kaliforniens wurde dokumentiert, dass der Hai Fänge von Sportfischern und Tauchern stiehlt.
Wie der Große Hammerhai wird auch der Glatte Hammerhai weltweit befischt, vor allem vor den Küsten der Vereinigten Staaten (Ost- und Westküste), Brasiliens, Spaniens, Taiwans, den Philippinen, des südwestlichen Australiens und West-Afrikas. Dabei werden vor allem Fangnetze und Langleinen eingesetzt. Die Fangquoten lassen sich nur schwer erfassen, da in der Regel keine Unterscheidung zwischen den einzelnen Arten der Hammerhaie stattfindet. Das Fleisch wird frisch getrocknet und gesalzen sowie geräuchert, ist jedoch in der Regel wenig beliebt und wird entsprechend selten genutzt. Vor allem die Flossen haben einen hohen Wert für den asiatischen Markt, wo sie gemeinsam mit denen anderer großer Haie zu Haifischflossensuppe verarbeitet werden; dies führt dazu, dass den gefangenen Haien häufig nur die Flossen abgeschnitten und die verletzten Tiere dann wieder ins Meer geworfen werden (Shark-Finning). Zudem wird ihre Haut zu Haileder verarbeitet, das aus ihrer Leber gewonnene Leberöl dient der Gewinnung von Vitaminen und ihre Kadaver werden der Fischmehlproduktion zugeführt. Auch in der Traditionellen Chinesischen Medizin wird der Hai genutzt.
Daneben wird der Glatte Hammerhai wie andere Haie auch unabsichtlich als Beifang gefangen und getötet. Eine weitere vom Menschen verursachte Todesursache stellen Hainetze dar, die zum Schutz von Stränden gespannt werden und in denen sich viele Haie verfangen. Dabei verfingen sich in den Netzen vor KwaZulu-Natal, Südafrika, zwischen 1978 und 1990 jährlich weniger als 10 Glatte Hammerhaie, während sie in den Netzen vor New South Wales, Australien, 50 % der gefangenen 4.715 Haie ausmachen, die zwischen 1972 und 1990 gefangen wurden. Aktuell wird der Hai von der International Union for Conservation of Nature and Natural Resources (IUCN) global als „gefährdet“ („vulnerable“) eingestuft. In den Gewässern Neuseelands gehört die Art zu den verbotenen Zielarten der Fischerei und sie ist der häufigste Hai an der Nordwestküste. Darüber hinaus scheint sich die Fischerei vor der Küste von Süd-Australien nicht negativ auf die Bestände ausgewirkt zu haben. Vor der Ostküste der Vereinigten Staaten sind die Fänge durch den Atlantic shark Fishery Management Plan (FMP) des National Marine Fisheries Service (NMFS) reglementiert, wo diese Art als „Large Coastal Shark“ (LCS) klassifiziert ist.
Im März 2013 wurde auf der Artenschutzkonferenz der CITES in Bangkok eine Regulierung des Handels mit Glatten Hammerhaien beschlossen, die Regelung trat am 14. September 2014 in Kraft.